# Othusitse Pilane
Othusitse Pilane (26 de fevereiro de 1984) é um futebolista botsuanense que atua como meia.

## Carreira
Othusitse Pilane representou o elenco da Seleção Botsuanense de Futebol no Campeonato Africano das Nações de 2012.